# Rodrigo Aguilar Martínez
Rodrigo Aguilar Martínez (ur. 5 marca 1952 w Valle de Santiago) – meksykański duchowny rzymskokatolicki, od 2017 biskup San Cristóbal de Las Casas.

## Życiorys
Święcenia kapłańskie przyjął 25 lipca 1975 i został inkardynowany do archidiecezji Morelia. Był m.in. sekretarzem arcybiskupim, wychowawcą i rektorem seminarium w Morelii, a także asystentem kościelnym ruchu Encuentros Matrimoniales.
28 maja 1997 został prekonizowany biskupem diecezji Matehuala. Sakry biskupiej udzielił mu 31 lipca 1997 abp Justo Mullor García.
28 stycznia 2006 papież Benedykt XVI mianował go biskupem Tehuacán.
3 listopada 2017 otrzymał nominację na ordynariusza diecezji San Cristóbal de Las Casas.